# Metachelifer
Genre
Metachelifer est un genre de pseudoscorpions de la famille des Cheliferidae.

## Distribution
Les espèces de ce genre se rencontrent en Asie du Sud-Est et en Asie du Sud.

## Liste des espèces
Selon Pseudoscorpions of the World (version 3.0) :
- Metachelifer duboscqui Redikorzev, 1938
- Metachelifer macrotuberculatus (Krumpál, 1987)
- Metachelifer nepalensis (Beier, 1974)

et décrites depuis :
- Metachelifer cheni Li & Shi, 2022
- Metachelifer mahnerti Li & Shi, 2022
- Metachelifer takensis Li & Shi, 2022
- Metachelifer thailandicus Li & Shi, 2022

## Systématique et taxinomie
Ce genre a été décrit par Redikorzev en 1938 dans les Cheliferidae.

## Publication originale
- Redikorzev, 1938 : « Les pseudoscorpions de l'Indochine française recueillis par M.C. Dawydoff. » Mémoires du Muséum National d'Histoire Naturelle, vol. 10, p. 69-116.